# Scarus russelii
Scarus russelii е вид бодлоперка от семейство Scaridae. Видът не е застрашен от изчезване.

## Разпространение и местообитание
Разпространен е в Британска индоокеанска територия (Чагос), Йемен (Сокотра), Индия, Индонезия, Кения, Кокосови острови, Коморски острови, Мавриций, Мадагаскар, Майот, Малдиви, Мианмар, Мозамбик, Реюнион, Сейшели, Сомалия, Тайланд, Танзания, Френски южни и антарктически територии (Нормандски острови), Шри Ланка и Южна Африка.
Обитава океани, морета, лагуни и рифове. Среща се на дълбочина от 0,2 до 15 m, при температура на водата от 27,2 до 28 °C и соленост 34,6 – 35 ‰.

## Описание
На дължина достигат до 51 cm, а теглото им е не повече от 1100 g.